# American Precision Museum
O American Precision Museum está localizado na fábrica da Robbins & Lawrence restaurada em 1846, na South Main Street, em Windsor, Vermont, Estados Unidos.
Diz-se que o edifício é a primeira fábrica nos EUA em que foram fabricadas peças intercambiáveis de precisão, dando origem à indústria de Máquinas operatrizes. Em reconhecimento a essa história, o edifício foi declarado Marco Histórico Nacional em 1966.